# Keepcase

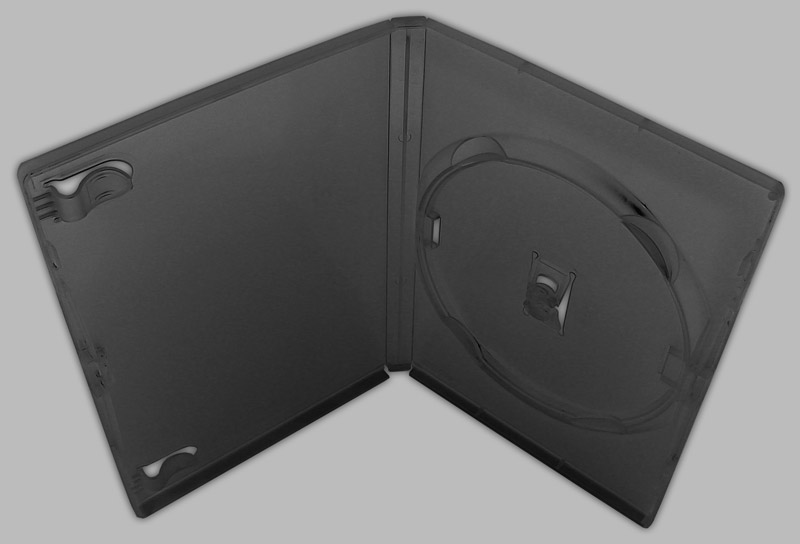
Öppen keepcase.

Keepcase (ibland kallat DVD-fodral) är den vanligaste DVD-förpackningen. Den är en plastförpackning som mäter 135×190×14 mm. Vissa DVD-utgåvor har ett pappfodral runtomkring keepcasen.
Då det gäller datorspel har denna typ av förpackning använts flitigt från och med tidigt 2000-tal. Innan detta så användes främst jewelcase för detta syfte.

## Olika typer av keepcase
- Thin case eller slim pack - dessa har samma höjd och bredd som vanliga keepcase, men är mycket smalare.
- Steelbook och metal pack - keepcase gjorda av metall, som ofta enbart tillverkas för speciella utgåvor.